# Beck-Ola
Beck-Ola je druhé (pod tímto názvem první) studiové album skupiny The Jeff Beck Group. Album vyšlo v červnu 1969 pod značkou EMI Columbia (v USA Epic Records). Album se dostalo na pátou příčku žebříčku Billboard 200.

## Seznam skladeb
| Strana 1 | Strana 1              | Strana 1            | Strana 1 |
| Pořadí   | Název                 | Autor               | Délka    |
| -------- | --------------------- | ------------------- | -------- |
| 1.       | All Shook Up          | Blackwell, Presley  | 4:50     |
| 2.       | Spanish Boots         | Wood, Beck, Stewart | 3:34     |
| 3.       | Girl from Mill Valley | Hopkins             | 3:45     |
| 4.       | Jailhouse Rock        | Leiber, Stoller     | 3:14     |

| Strana 2 | Strana 2                      | Strana 2                             | Strana 2 |
| Pořadí   | Název                         | Autor                                | Délka    |
| -------- | ----------------------------- | ------------------------------------ | -------- |
| 1.       | Plynth (Water Down the Drain) | Hopkins, Wood, Stewart               | 3:05     |
| 2.       | The Hangman's Knee            | Hopkins, Wood, Beck, Newman, Stewart | 4:47     |
| 3.       | Rice Pudding                  | Hopkins, Wood, Beck, Newman          | 7:22     |

| Bonusy na reedici z roku 2006 | Bonusy na reedici z roku 2006 | Bonusy na reedici z roku 2006 | Bonusy na reedici z roku 2006 |
| Pořadí                        | Název                         | Autor                         | Délka                         |
| ----------------------------- | ----------------------------- | ----------------------------- | ----------------------------- |
| 8.                            | Sweet Little Angel            | King                          | 7:57                          |
| 9.                            | Throw Down A Line             | Marvin                        | 2:54                          |
| 10.                           | All Shook Up                  | Blackwell, Presley            | 3:18                          |
| 11.                           | Jailhouse Rock                | Leiber, Stoller               | 3:11                          |

## Obsazení
- Jeff Beck – kytary
- Rod Stewart – zpěv
- Nicky Hopkins – klavír, varhany
- Ronnie Wood – baskytara
- Tony Newman – bicí
- Micky Waller – bicí